# Ломакс, Джеки
Дже́ки Ло́макс (англ. Jackie Lomax), урождённый Джон Ричард Ломакс (англ. John Richard Lomax; род. 10 мая 1944, Уоллси, Великобритания; ум. 15 сентября 2013), — британский гитарист, певец, композитор и автор песен. Соавтор «Битлз» и Эрика Клэптона. Получил широкую известность синглом «Sour Milk Sea» (1968). Дебютный альбом — «Is This What You Want?» (1969).
Принимал участие в нескольких музыкальных группах: «Dee & the Dynamites», «The Undertakers», «The Lomax Alliance», «Heavy Jelly» и «Badger» с Тони Кейем, бывшим клавишником группы «Yes». Также работал с «The Tea Bags», с другим бывшим музыкантом из «Yes», гитаристом Питером Бэнксом, а также с Джорджем Харрисоном, Эриком Клэптоном, Джеффом Беком, Леоном Расселом и Ники Хопкинсом.

## Биография
Родители — Джон Ричард Ломакс, рабочий-мельник, и Эдит Ломакс. Старший брат — Джимми. Джеки обучался в технической школе для мальчиков (Wallasey Technical Grammar School). Работал механиком по двигателям в магазине мотороллеров, шофёром грузового автомобиля, а также клерком компании «Mersey Docks and Harbour Company» в порту Ливерпуля.
С июля 1962 года по 1966 год был в Германии с ливерпульской группой «The Undertakers», исполнявшей рок-н-ролл. В 1966 году их группу ангажировали для выступлений в США и Канаде, но вскоре их артистический агент обанкротился. Выступал в Нью-Йорке с группами «The Mersey Lads» и «The Lost Souls». В последней ему предложили петь вместе с ними и солировать на гитаре, хотя до этого он был только басистом. Однажды на вечернем выступлении к нему подошла Силла Блэк и передала приглашение от Брайана Эпстайна, — тот предлагал Джеки сольную карьеру под своим руководством. Поэтому Ломакс вернулся в Англию. Однако он предпочёл выступления ансамблем: составилась группа «The Lomax Alliance» из двух британцев и двух американцев под директорством Эпстайна, но он неожиданно умер 27 августа 1967 года. Осиротевшая группа играла в лондонских клубах. И опять Джеки предложили выступать сольным певцом, на что он согласился. В то время он сделал одну запись совместно с «Би Джиз», не получившую, правда, успеха у слушателей.
К Джеки обратился Крис Кёртис с предложением основать с ним новую группу. Согласившись, Джеки отправился в Hille House, где в кабинете Брайана Эпстайна прошла встреча с участниками «Битлз» (конец 1967), не поддержавшими идею необходимости группы. Наступающий год они прозвали годом Яблока: они создали собственную студию звукозаписи «Apple Records» (1968). На этой студии Джеки в свои 23 года записал синглы «Sour Milk Sea» (сочинённый его другом Джорджом Харрисоном) и «The Eagle Laughs at You». На студии «Apple» начинался сольный альбом «Is This What You Want?», которому способствовали Эрик Клэптон, Ларри Нехтель, Ники Хопкинс, Клаус Форман, Ринго Старр и Пол Маккартни. Работа над ним была закончена в Лос-Анджелесе в январе 1969 года.
С осени 1969 года выступал с группой «Heavy Jelly». Позднее — в группе Денни Лэйна. Осенью 1970 подписал контракт с Warner Bros. Records и записал в США два сольных альбома «Home Is In My Head» (1971) и «Three» (1972), не получивших успеха.
В конце 1973 года вернулся в Англию и присоединился к группе «Badger», организованной за год до этого бывшим клавишником группы «Yes» Тони Кейем. Вместе они записали второй, последний альбом группы.
На студии «Capitol Records» записал альбомы «Livin' for Lovin'» (1976) и «Did You Ever Have That Feeling?» (1977). Следующий сольный альбом вышел только в 2001 году, он назывался «The Ballad of Liverpool Slim».

## Творчество
Сольные альбомы
- 1969 — Is This What You Want? (Apple Records)
- 1971 — Home is in my head (Warner Bros. Records)
- 1972 — Three (Warner Bros. Records)
- 1976 — Livin' For Lovin' (Capitol Records)
- 1977 — Did You Ever Have That Feeling ? (Capitol Records)
- 2001 — Jackie Lomax — The Ballad Of Liverpool Slim (Angel Air Records[англ.])
- 2009 — The Ballad Of Liverpool Slim… and other songs (Angel Air Records)
- 2014 — Against All Odds (Angel Air Records; посмертно)